# François Nicolaas Fagel

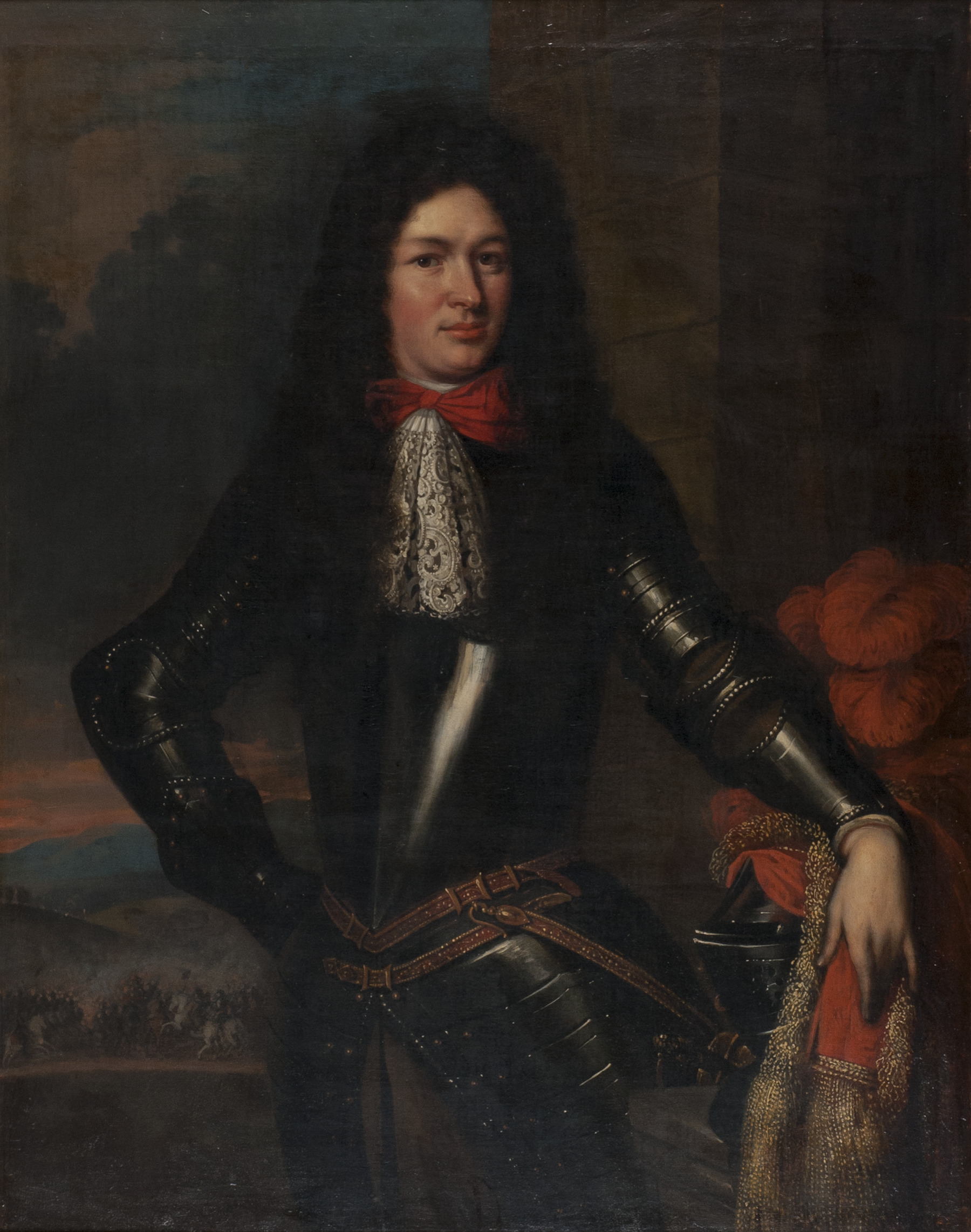
Francois-Nicolaas Fagel

François Nicolaas des H.R.Rijksbaron Fagel (ook François-Nicolas Fagel), (gedoopt Nijmegen, 3 februari 1655 - Sluis, 23 februari 1718) was een luitenant-veldmaarschalk in dienst van de Habsburgse Nederlanden. Militair was hij met name actief op het gebied van het huidige België, het noorden van Frankrijk met een uitstapje naar Portugal. Hij werd door keizer Leopold I tot baron van het Heilige Roomse Rijk verheven.
François-Nicolaas Fagel was lid van de familie Fagel, een zoon van Nicolaes Fagel (1620-1695), schepen en burgemeester van Nijmegen en Elisabeth Robbé (†1689), en een neef van de vroegere Hollandse raadpensionaris Gaspar Fagel. Hij onderscheidde zich in 1690 in Negenjarige Oorlog bij de Slag bij Fleurus tegen de Fransen. In 1691 was hij bevelvoerder bij de verdediging van Bergen en 1695 bij het Beleg van Namen.
In de Spaanse Successieoorlog voerde hij in oktober 1702 als luitenant-generaal het commando tijdens de aanval op Luik. In 1703 leidde hij de belegering van Bonn. Op de 30e juni 1703 vocht hij in de Slag bij Ekeren.
Daarna werd Fagel aan het Portugese leger toegevoegd. In de campagne van 1705 wisselde hij dagelijks het commando af met Henri de Massue. Hij nam Valencia en Albuquerque in en zette de belegering van Badajoz voort.
Na in 1709 te zijn teruggekeerd naar Nederland had hij het beval bij de belegering van Doornik, en vocht hij in de veldslagen van de Ramillies en Malplaquet. Hij belegerde Béthune en bereikte in 1711, de overgave van de vesting Bouchain. In 1712 gelukte hem het overgang over de Schelde en veroverde hij het fort van Le Quesnoy. Hij stierf in de rang van generaal van de infanterie in dienst van de Staten-Generaal van de Zeven Verenigde Nederlanden. 